# Kriváň
Kriváň (en polaco Krywań, en alemán Kriwan, en húngaro Kriván) es una montaña de Eslovaquia que se encuentra en los Altos Tatras, cerca de Poprad. La montaña está al final de la cresta Krivánska rázsocha que empieza en Čubrina y está localizada en la parte occidental de la cordillera Alto Tatra. Esta sierra se encuentra en la frontera entre Eslovaquia y Polonia. Kriváň es una de las montañas más altas de Eslovaquia con una altitud de 2494,7 m s. n. m. Está situado sobre de los valles llamados Nefcerovka, Kôprovská y Važecká dolina, y en la parte hondonada cruza Liptovká kotlina. También se considera una de las montañas más importantes del país porque en el siglo XIX se convirtió en el símbolo de la libertad y de la conformidad de la nación eslovaca. Kriváň ha sido fuente de inspiración para varios poetas, pintores o fotógrafos, y además, contribuye a la riqueza cultural del folclore de Liptov. 
Entre los años 1960 y 1990 la montaña (como símbolo eslovaco) fue representada en el emblema nacional de Checoslovaquia. Sustituyó así temporalmente el emblema nacional típico de tres montañas con la cruz patriarcal que ahora pertenece al simbolismo nacional de la República Eslovaca. Hoy en día Kriváň también se puede encontrar en las monedas de euro de Eslovaquia (que fue establecido en 2005). Asimismo, también cabe mencionar que el planetoide 24260 también lleva el nombre de esta montaña.

### El nombre
El nombre que recibió la montaña tiene que ver principalmente con la forma torcida que tiene su cumbre. En eslovaco, torcido se dice krivý y de ahí derivó luego el nombre Kriváň. Según cuenta una leyenda de la cumbre, Dios durante el séptimo día de la creación del mundo se sentó, miró su trabajo y vio que faltaba algo. Entonces envió a su ángel a añadir al mundo más belleza natural. El ángel se cansó tanto mientras volaba y trabajaba que se sentó en el lugar más bonito, en los Tatras. La vista le encantó tanto que se olvidó de volver al cielo y en el momento de partir, su ala se chocó con la cumbre de la montaña y la torció. Desde ese momento, la montaña permanece torcida para siempre. 

### Primeros ascensos
Probablemente las primeras personas que ascendieron a Kriváň fueron mineros desconocidos que entre los siglos XV y XVIII sacaron el oro de la cuesta del sur de la montaña. Sin embargo, la primera excursión a la cima registrada por escrito, fue realizada por el predicador evangélico y biólogo Jonáš Andrej Cirbesa de Spišská Nová Ves en 1772. Durante la larga historia del senderismo en los Tatras, Kriváň ha sido visitado por muchas personalidades importantes, biólogos o investigadores. Es importante mencionar que los monárquicos húngaros pusieron un obelisco en la cima como monumento del ascenso a Kriváň del rey Federico Augusto II de Sajonia. Sin embargo, el monumento pronto fue destruido por nacionalistas eslovacos y el obelisco fue sustituido por una cruz patriarcal que se encuentra allí hasta hoy. 

### Ascensos nacionales
El 24 de septiembre de 1834 el escritor y editor eslovaco Gašpar Fejérpataky-Belopotocký tuvo la idea de organizar ascensos nacionales a Kriváň y realizó el primer ascenso de este tipo con seis amigos. Estos ascensos se convirtieron en el símbolo de la libertad y la lucha por la liberación nacional y desde el 16 de agosto de 1841 desarrollaron una nueva tradición. Aquel día se organizó un ascenso con los personajes más importantes de la nación eslovaca: Ľudovít Štúr, Michal Miloslav Hodža, Samo Bohdan Hroboň o Jozef Miloslav Hurban, entre otros. El mayor ascenso de carácter masivo fue organizado por Štefan Marco Daxner con motivo de la adopción del Memorando de la nación eslovaca en 1861. Desde 1955 se llevaron a cabo ascensos tradicionales a Kriváň, dedicados a la conmemoración del llamado SNP (Levantamiento Nacional Eslovaco) y sus héroes en la región de Kriváň. Después de la Segunda Guerra Mundial los ascensos de este tipo empezaron a perder su carácter nacional y se convirtieron más bien en una atracción turística. A causa de este hecho se dejó de cumplir esta tradición durante un período de diez años y los ascensos a Kriváň empezaron a ser nacionales de nuevo en 1968, fecha en que participaron aproximadamente 1500 personas en dos días. Desde entonces los ascensos se organizan cada año, pero desde 1990 con un número limitado de participantes. Los ascensos de cada año siempre están vinculados simbólicamente al aniversario de un acontecimiento importante de la historia eslovaca o al aniversario de uno de los nacionalistas eslovacos. 

### Senderismo en Kriváň
Si uno quiere ascender a Kriváň, normalmente el punto de partida de la caminata es Štrbské Pleso , siguiendo la señal roja durante 1 hora hasta Rázcestie Jamské pleso y desde allí siguiendo la señal azul durante 3 horas hasta la cima. Desde el aparcamiento Tri studničky se puede llegar a la cima siguiendo la señal verde y desde Krivánský žľab siguiendo la señal azul en 3,5 horas. En cuanto a la caminata, hay que decir que técnicamente no es exigente, pero es relativamente larga.